# Homobasidiomicets
Els homobasidiomicets (Homobasidiomycetes) són una antiga classe de la també obsoleta subdivisió Hymenomycotina de la divisió Basidiomycota, del regne dels fongs.